# Robert Willoughby, 6. Baron Willoughby de Eresby

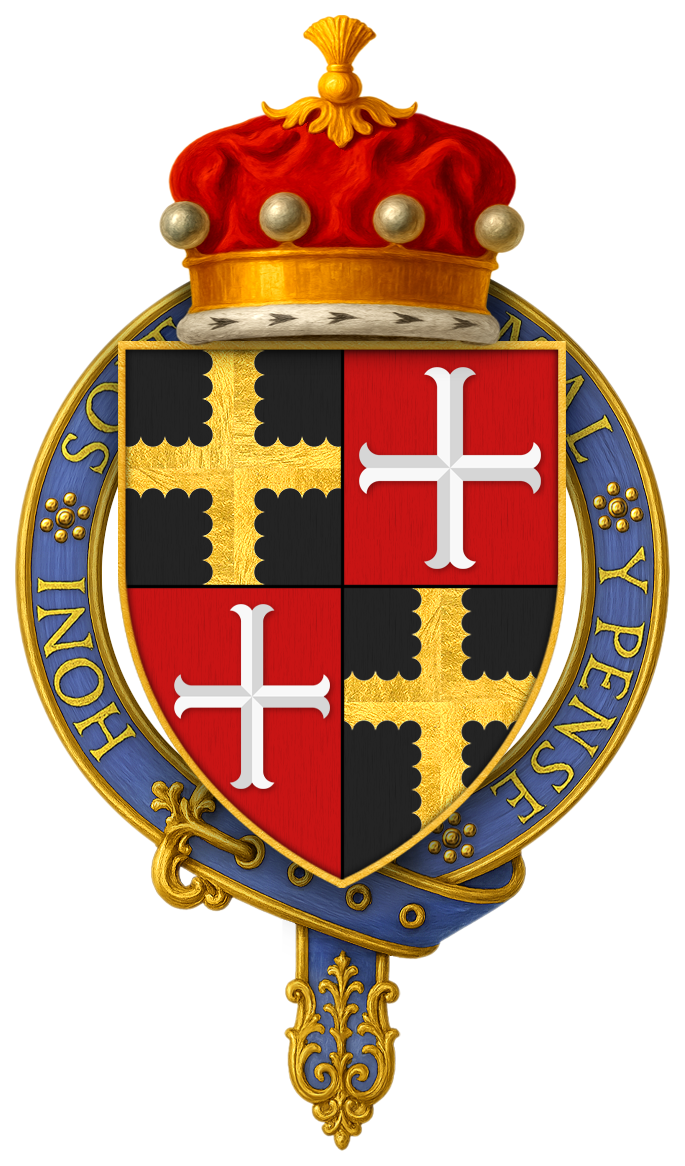
Wappen des Robert Willoughby, 6. Baron Willoughby de Eresby

Robert Willoughby, 6. Baron Willoughby de Eresby KG (* um 1385; † 25. Juli 1452) war ein englischer Adliger und Militär.

## Leben
Da Robert Willoughby beim Tod seines Vaters, William Willoughby, 5. Baron Willoughby de Eresby, 1409 24 Jahre alt war, muss er um das Jahr 1385 geboren sein. Seine Mutter war Lucy Lestrange, die Tochter des 5. Baron Strange of Knockin, die bereits 1388 verstarb, so dass Robert mutterlos aufwuchs, da sein Vater erst wieder zwischen 1402 und 1404 sich wiederverheiratete. Er starb am 25. Juli 1452 und wurde in Mettingham in der Grafschaft Suffolk begraben. Da er keine Söhne hatte, ging seine Baronie auf seine einzige Tochter Joan als 7. Baroness of Willoughby de Eresby über.

### Militärische Laufbahn
Robert Willoughby war fast sein ganzes Leben im Kriegsdienst für seinen König tätig. Zwar nahm er auch seine politischen Rechte als erbliches Mitglied des englischen Oberhauses wahr, denn er nahm an den Beratungen und Sitzungen des Parlaments vom 21. September 1411 bis zum 5. September 1450 teil, doch lag der Schwerpunkt seines Lebens in der Erledigung militärischer Aufgaben, vor allem in Frankreich, mit dem sich England im Hundertjährigen Krieg befand. Zu Beginn seiner militärischen Karriere begleitete er den Herzog von Clarence 1412/13 auf dessen Expedition in die Normandie und nach Bordeaux in eher untergeordneter Stellung. Zurück in England wurde er zu einem der Richter über den Earl of Cambridge und den Henry Srcope, 3. Baron Scrope of Masham ernannt, die sich gegen den König Heinrich V. verschworen hatten. Nach Abschluss des Prozesses schiffte er sich dann mit Heinrich nach Frankreich ein und nahm am 25. Oktober 1415 an der für England siegreichen Schlacht von Azincourt teil.
Nach dem Tode seiner Verwandten Isabel, der Witwe des 2. Earls von Suffolk am 29. September 1416 erbte er das Castle und die Stadt Orford, dazu die Landgüter von Parham und Ufford in Suffolk. Als Belohnung für seine Verdienste in der Schlacht von Azincourt und weil er nun einer der reichsten Lehnsmänner des Königs war, nahm ihm dieser 1417 in den Hosenbandorden auf. Noch im selben Jahr ging er wieder nach Frankreich und diente für viele Jahre seinem König als Truppenführer. Er war bei der Belagerung von Caen im August 1417 dabei und wurde dafür von Heinrich mit einer Pension von 100 Pfund jährlich belohnt. Weiterhin beteiligte er sich an der Belagerung von Rouen als Vertreter des Oberkommandierenden, des Herzogs von Exeter, dann, nach der Übergabe von Rouen, belagerte er von Juli bis November 1420 Melun und vom Oktober 1421 bis Mai 1422 Meaux. Weiter nahm er am Entsatz von Cravant teil und diente unter dem Regenten, dem Herzog von Bedford, bei der Übergabe von Ivry und in der Schlacht von Vernieul am 17. August 1424. Für alle diese wertvollen Dienste belohnte ihn der Regent fürstlich. Er ernannte ihn zum Grafen von Beaumont sur Oise und am 20. September 1430 zum Grafen (Comte) der Vendôme. Mit dem Earl of Salisbury belagerte er die Stadt Le Mans und nahm sie ein.
Zwischendurch hatte man ihn nach Schottland geschickt, um die Schotten an ihre Treueverpflichtung zu erinnern. Danach war er Begleiter des Kardinals von England, Henry Beaufort, auf dessen Kreuzzug gegen die ketzerischen Böhmen (Hussiten).
Wieder in der Normandie, wurde er von den Franzosen bei Vivoin geschlagen und gezwungen, die Belagerung von St. Ceneri aufzugeben (Juli/August 1431). Aber schon bald wendete sich das Kriegsglück wieder: Er belagerte St. Valery und eroberte es im August 1433, dann auch Bayeux und nach zweimonatiger Belagerung mit Lord Scales auch Saint-Denis (Oktober 1435). Danach wurde er zum Befehlshaber von Paris ernannt. Im folgenden Jahr musste er sich aus Mangel an Nachschub in die Bastille zurückziehen und sich am 17. April 1437 den Franzosen ergeben.
Nach seiner Entlassung aus französischer Haft pilgerte er ins Heilige Land. Nach seiner Rückkehr ging er nach England zurück und wurde vom König zum Master of the Kings Hart Hounds 1441 ernannt. 1444 war er nochmals in Frankreich, um Margarete von Anjou nach England zu begleiten. 1452 ist er dann gestorben.